# Diplophos taenia
Diplophos taenia és una espècie de peix pertanyent a la família dels gonostomàtids inofensiu per als humans.
Es troba a l'Atlàntic oriental (des de Portugal fins al golf de Guinea; Namíbia i Sud-àfrica), l'Atlàntic nord-occidental (el Canadà), les regions tropicals i subtropicals de l'Atlàntic occidental i de la Conca Indo-Pacífica, el Pacífic oriental (la regió del corrent de Califòrnia), Xile i el mar de la Xina Meridional.
Pot arribar a fer 27,6 cm de llargària màxima (normalment, en fa 20). Cos esvelt amb 10-11 radis tous a l'aleta dorsal i 59-72 a l'anal. 89-99 vèrtebres. És de color negre-marró al dors amb els flancs platejats. Aletes incolores. Té fotòfors.
És un peix marí, mesopelàgic a 15-650 m de fondària i batipelàgic que viu entre 0-1.594 m de fondària (normalment, entre 450 i 610) i entre les latituds 40°N - 30°S. Fa migracions verticals diàries: els joves i els adults són a 300-800 m de fondària durant el dia i, sovint, pugen a la superfície durant la nit. És ovípar amb larves i ous planctònics.